# نو سفر
نو سفر عنوان نماهنگی است به نویسندگی و کارگردانی حسین دهباشی (کارگردان فیلم تبلیغاتی حسن روحانی) که در سال ۱۳۹۲ ساخته شد. این ویدئو کلیپ قسمتی از سخنان حسن روحانی رئیس‌جمهوری ایران در مراسم تنفیذ است که با هم‌آوایی و تصویر به صورت نماهنگ درآمده است. این نماهنگ به مناسبت یکصدمین روز ریاست جمهوری حسن روحانی و با همکاری گروه هم آوازان و موسیقی امیرحسین مدرس، حبیب خزایی‌فر، هادی بهروز، محمدهادی حیدری، حمید سماوی، میثم بشارتی و کاوه مظاهری ساخته شده‌است. استایل تصویری نماهنگ کلاژ سیاه سفید است. همچنین قطعات صوتی استفاده شده در این کلیپ، بخش‌هایی از سخنان برخی از چهره‌های تاریخ ایران معاصر نظیر سید روح‌الله خمینی، محمد مصدق، محمد بهشتی و نیز برخی از اطلاعیه‌های تاریخی رادیو تهران مانند خبر پیروزی انقلاب و آزادسازی خرمشهر است. بر اساس این گزارش، برای ادای احترام و بزرگداشت موقعیت محوری اقوام مختلف ایرانی، با اشاره به اینکه برای به کارگیری کلیه زبان‌ها و لهجه‌هایِ رایج در کشور کمتر امکانی وجود داشته، بخش‌هایی از کلیپ به بلوچی، کُردی، تُرکی و عربی تهیه شده‌است. همچنین به گفته دهباشی، این کلیپ به شکلی کاملاً خودجوش ساخته شده‌است. سازندگان این کلیپ تلاش کرده‌اند سخنان و در واقع قول‌های حسن روحانی در مراسم تنفیذ حکمش را با زبان هنر ماندگار کرده تا این قول‌ها، در آینده به شکل مطالبات مردمی پیگیری شود. کلیپ «نو سَفر» علاوه بر صفحات اشتراکی یوتیوب، در سایت رسمی حسن روحانی نیز بازنشر داده شده‌است.

## شباهت به نماهنگ یس وی کن
این ویدئو کپی، ملهم، بسیار شبیه، و نسخه‌ای از ویدئوی «یس وی کن»  دانسته شده‌است که در سال ۲۰۰۸ با استفاده از سخنرانیی‌های انتخاباتی  باراک اوباما به هواداری از او  پس برگزیده شدنش به ریاست جمهوری آمریکا ساخته و منتشر شد.
به نوشتهٔ مکس فیشر در واشینگتن پست، این ویدئو کپی تمام عیار ویدئوی اوباماست، با این تفاوت که اجراکنندگان به فارسی سخن می‌گویند، و از سخنرانی تنفیذ در آن استفاده شده نه سخنرانی تبلیغاتی.
به نوشتهٔ بلیز، از شباهت‌های این دو ویدئو می‌توان به فیلمبرداری سیاه و سفید، چارچوب بندی هنرمندان رو به دوربین و پشت میکروفون استودیو، نقل قول‌هایی از سخنرانی‌های مشهور مشتمل بر ترانه‌ها و استفاده از عکس روحانی در کنار خوانندگان به صورت یک کلاژ تصویری اشاره کرد. حتی موسیقی آغاز ویدئو تقریباً عین ویدئوی حامی اوباماست، و از گیتارهایی استفاده می‌کند که با همان ریتم و سرعت مضراب می‌زنند.  ویدئوی ایرانی کلیپ‌هایی از سخنرانی‌های روحانی را شامل می‌شد که سپس توسط خوانندگان پژواک داده می‌شد، درست مانند ویدئوی حامی اوباما که ستارگان هالیوودی نظیر اسکارلت جوهانسون را نمایش می‌داد. روحانی چنان به این ویدئو علاقه پیدا کرد که بیش از چهار بار به فارسی آن را توییت کرد. برخلاف ویدئوی اوباما زنان در این ویدئو کاملاً پوشیده بودند. همچون ویدئوی اوباما، زنی در ویدئو وجود داشت که آن را به علایم ایما و اشاره ترجمه می‌کرد.
به نوشتهٔ بی بی سی، زمان هر دو ویدئو چهار دقیقه و نیم است. بی بی سی تفاوت دو ویدئو را در تأکید یس وی کن بر شعار «بله ما می‌توانیم» اوباما و تأکید ویدئوی دهباشی بر نیاز به فروتن بودن می‌داند.
به نوشتهٔ د تلگرف، در این ویدئو آلات موسیقی نمایش داده می‌شود در حالی که این کار در تلویزیون دولتی ایران ممنوع است.